# أشيلي كوسير
أشيلي كوسير (بالإيطالية: Achille Coser)‏ (14 يوليو 1982 في إيطاليا - ) هو لاعب كرة قدم إيطالي في مركز حراسة المرمى. لعب مع أتالانتا ونادي أسكولي ونادي برو فيرتشيلي ونادي تشيزينا ونادي فيتشينزا ونادي ليفورنو ونادي نوفارا ويو أس بركوليتزه 1932 ونادي فيرتوس إينتيلا وجونيور بييلا ليبرتاس وUC AlbinoLeffe ‏ وAssociazione Sportiva Pro Belvedere Vercelli ‏.

## روابط خارجية
- أشيلي كوسير على موقع قاعدة بيانات كرة القدم.إي يو (الإنجليزية)
- أشيلي كوسير على موقع Soccerway.com (الإنجليزية)
- أشيلي كوسير على موقع AS.com (الإسبانية)